# Schulaussprache des Altgriechischen
Die Schulaussprache des Altgriechischen ist die Aussprache, die in Schulen und Universitäten zur mündlichen Wiedergabe des Altgriechischen verwendet wird. Sie stimmt nicht mit der wissenschaftlich rekonstruierten altgriechischen Phonologie überein.

## Griechischsprachige Welt
Im Schulsystem der Staaten, in denen (Neu-)Griechisch als Muttersprache gesprochen wurde und wird – also im historischen Byzantinischen Reich, dem heutigen Griechenland und der Republik Zypern – wurden bzw. werden griechischsprachige Texte aus allen Zeiten so ausgesprochen, wie es in der jeweiligen Standardaussprache üblich ist. Dies ist möglich und sinnvoll, da viele Wörter ihre Schreibweise im Laufe der Zeit nicht oder kaum geändert haben.
 Größere Änderungen gab es hingegen bei Buchstabenkombinationen (z. B. φθ [fθ] und σθ), den drei nun identisch ausgesprochenen Vokalen η, ι, υ sowie einigen Diphthongen.

## Orthodoxe Kirche
Die theologischen Fakultäten und Schulen, die der orthodoxen Kirche angehören oder zumindest nahestehen, verwenden die von Johannes Reuchlin propagierte Aussprache, die im Wesentlichen der modernen Standardsprache entspricht. Somit folgen sie weiterhin der Tradition des Byzantinischen Reiches.

## Lehre der Renaissance
Während der Renaissance stieg in Westeuropa das Interesse an der Lehre des Altgriechischen enorm an, insbesondere nach dem Fall Konstantinopels 1453, als viele griechisch-byzantinische Gelehrte des Griechischen nach Westeuropa flohen. Während dieser Zeit wurden altgriechische Texte wie mittelalterliches Griechisch ausgesprochen, welches in seiner Aussprache mit dem Neugriechischen bereits fast identisch war.
Von etwa 1486 an stellten diverse Gelehrte – insbesondere Antonio de Nebrija, Hieronymus Aleander und Aldus Manutius – Diskrepanzen zu den von antiken Grammatikern überlieferten Beschreibungen fest und schlugen eine alternative Aussprache vor. Ein Hauptwerk dieser Zeit ist Erasmus von Rotterdams Dialog De recta Latini Graecique sermonis pronuntiatione. Die Aussprache, die Erasmus beschrieb, entspricht im Wesentlichen der heutigen wissenschaftlichen Ansicht über die Aussprache des klassischen Griechisch, das heißt des Attischen im 5. Jahrhundert v. Chr. Interessanterweise benutzte Erasmus die Aussprache nie selbst.

## England
1540 wurden John Cheke und Thomas Smith königliche Professoren in Cambridge. Sie schlugen eine rekonstruierte Aussprache sowohl des Griechischen als auch des Lateinischen vor, die, obwohl sie unabhängig davon entwickelt wurde, der von Erasmus ähnelte und von den Schulen übernommen wurde.
Die Reform von Cheke und Smith fiel in die Zeit der frühneuenglischen Vokalverschiebung (Great Vowel Shift), durch die sich Lautwerte im Englischen, insbesondere die der langen Vokale, änderten. Diese Verschiebungen übertrugen sich daher auf die von Englischsprechern benutzte Aussprache des Griechischen, die sich damit wieder mehr vom sowohl altgriechischen Original als auch von der in anderen europäischen Ländern benutzten Aussprache des Griechischen entfernte.
Eine weitere Eigenheit der englischen Aussprache des Altgriechischen entwickelte sich aufgrund der Arbeit von Isaac Vossius, der in einer anonym erschienenen Arbeit den Standpunkt vertrat, dass die geschriebenen Akzente des Griechischen nicht die ursprüngliche Aussprache wiedergeben. Weiterhin veröffentlichte Heinrich Christian Henning das Werk Dissertatio Paradoxa (auf Deutsch etwa „Widersprüchliche Abhandlung“), in dem er behauptete, die Akzentuierung des Altgriechischen müsse im Lateinischen denselben Regeln folgen. Heute wird dies hingegen gemeinhin als falsch beurteilt: Es herrscht Konsens darüber, dass die akzentuierte Silbe – wie im Neugriechischen auch – den geschriebenen Akzent trug, obwohl die meisten Fachleute einwenden, dass es sich, im Gegensatz zu dem reinen Betonungsakzent des Neugriechischen, um einen tonalen Akzent handelte. Dennoch beeinflusst Hennings Theorie die Aussprache im Vereinigten Königreich und den Niederlanden, während sie in den USA und anderen Staaten abgelehnt wird.
Infolgedessen differierte während des 19. Jahrhunderts die Aussprache des Altgriechischen in britischen Schulen nicht nur stark vom Neugriechischen, sondern auch von der rekonstruierten Aussprache des Altgriechischen, über die zu diesem Zeitpunkt bereits weitreichende Einigkeit unter Gelehrten bestand, und von der Aussprache, die in anderen Staaten genutzt wurde. Eine hierfür einberufene Organisation entwickelte daher eine neue Aussprache, die nunmehr generell in britischen Schulen genutzt wird.
Wenn man sich jedoch vor Augen führt, dass Altgriechisch – wie Latein – zu literarischen und historischen Zwecken erlernt wird, dass es keine Muttersprachler des Altgriechischen als Informanten für eine korrekte Aussprache mehr gibt und dass die von griechischen Muttersprachlern angewandte Aussprache gemeinhin als eine später entwickelte betrachtet wird – auch, wenn sich seit dem 2. Jahrhundert kaum mehr relevante Lautverschiebungen im Griechischen ereigneten –, ist die Suche nach einer möglichst genauen Aussprache des Altgriechischen für Schulen nicht derart relevant wie bei einer lebenden Sprache. Einige der rekonstruierten Laute und Lautunterscheidungen sind für Englischsprecher (oder entsprechend Sprecher anderer Sprachen) sehr schwer auszusprechen, und es existiert eine Tendenz, die rekonstruierte Aussprache mit einem britischen oder amerikanischen Akzent zu überlagern, was die Kommunikation auf klassischen Konferenzen erschwert. Die Alternative, stattdessen die neugriechische Aussprache zu verwenden, hat jedoch bis jetzt außerhalb Griechenlands wenige Anhänger gefunden, was wohl auch daran liegen mag, dass das Neugriechische nicht mehr zwischen langen und kurzen Vokalen unterscheidet, ebenso nicht mehr zwischen langen und kurzen Silben, was zum Verständnis altgriechischer Metren jedoch wichtig ist.

## Deutschsprachiger Raum
Die Unterrichtssituation im heutigen deutschen Sprachraum kann gut mit der anderer europäischer Staaten verglichen werden: Grundsätzlich basiert die Aussprache auf dem erasmischen Modell, doch kommt es in der Praxis oft vor, dass im Deutschen unbekannte Laute durch solche, die im Deutschen existieren, ersetzt werden. So wird das Theta (Θ, θ) meist nicht [θ], sondern [t] ausgesprochen, wodurch die Unterscheidung zwischen Theta (aspiriert) und Tau (Τ, τ) entfällt, obwohl, dem erasmischen Modell beinahe entsprechend, Phi (Φ, φ) und Chi (Χ, χ) als [f] und [x] bzw. [ç] (Verteilung allerdings nach deutschen Regeln je nach vorhergehendem Vokal) ausgesprochen werden. Zeta (Ζ, ζ) wird oft als [ts] ausgesprochen, aber auch als [dz]. Umgekehrt wird das Sigma im Anlaut wie das deutsche s gelegentlich stimmhaft [z] ausgesprochen. Weiterhin werden ευ und οι sowie bisweilen auch ηυ nicht voneinander unterschieden und allesamt als [ɔɪ̯] oder wie die deutschen Digraphen eu, äu und oi als [øʏ]. In ähnlicher Weise werden ει und αι oft nicht unterschieden, sondern beide als [aɪ] ausgesprochen, genau wie die ähnlich aussehenden deutschen Digraphen ei und ai, während ει manchmal als [ɛɪ] oder [eɪ] ausgesprochen wird, auch wo [e:] der Aussprache des 5. Jahrhunderts näher käme. ου wird meist schon wie später als [uː] ausgesprochen, obwohl die Aussprache im 5. Jahrhundert wohl noch [oː] war. Es wird auch praktisch nie eine Anstrengung unternommen, bei Silben mit langem Vokal einen Unterschied zwischen Akut (erste More im Tiefton, zweite More im Hochton) und Zirkumflex (erste More im Hochton, zweite More im Tiefton) lautlich zu unterscheiden.
Während diese Abweichungen häufig als Kompromisse aus praktischen Unterrichtsgründen akzeptiert werden, ist das Bewusstsein für andere im deutschen Lautsystem begründete Ausspracheunterschiede weniger ausgeprägt: Im Deutschen gibt es (anders als im Französischen) außer nach s- keine nicht aspirierten stimmlosen Konsonanten, die griechischen Laute [p], [t], [k] (π, τ, κ) haben im Deutschen also keine Entsprechung und werden durch [pʰ], [tʰ] und [kʰ] ersetzt, da die deutschen Konsonantenbuchstaben p, t, k im Allgemeinen aspiriert gesprochen werden. Es wird wie im späteren Griechischen nicht zwischen einfachen und doppelten Konsonanten unterschieden. Sprecher des Deutschen versuchen, die Vokallänge in betonten Silben wiederzugeben, scheitern daran jedoch typischerweise in unbetonten Silben, wo sie oft dazu neigen, die e-Laute zu [ə] abzuschwächen. Da es im Deutschen betontes kurzes gespanntes [e] und [o] nicht gibt, werden sie typisch durch ungespanntes (und offenes) [ε] und [ɔ] ersetzt (also [lɔgɔs] statt [logos]).  Der im Deutschen übliche Zusammenhang zwischen der Länge von Vokalen und ihrer Offen- bzw. Geschlossenheit (oder Ungespanntheit bzw. Gespanntheit) beeinflusst daher die Aussprache griechischer Vokale:
| Kurzer griechischer Vokal        | Kurze deutsche Aussprache | Langer griechischer Vokal             | Lange deutsche Aussprache |
| -------------------------------- | ------------------------- | ------------------------------------- | ------------------------- |
| Epsilon (Ε, ε) [e]               | [ɛ]                       | Eta (Η, η) [ɛː]                       | [eː], meist [ɛː]          |
| Iota (Ι, ι) [i]                  | [ɪ]                       | Iota (Ι, ι) [iː]                      | [iː]                      |
| Omikron (Ο, ο) [o]               | [ɔ]                       | Omega (Ω, ω) [ɔː]                     | [oː], auch [ɔː]           |
| Ypsilon (Υ, υ) [y]               | [ʏ]                       | Ypsilon (Υ, υ) [yː]                   | [yː]                      |
| Omikron-Ypsilon-Digraph (Ου, ου) | kommt nur lang vor        | Omikron-Ypsilon-Digraph (Ου, ου) [oː] | [uː]                      |

Es ist äußerst unwahrscheinlich, dass das Altgriechische (anders als das Deutsche oder Englische) einen Unterschied zwischen gespannten und ungespannten Vokalen gemacht hat, da es einen musikalischen Akzent hatte.
Beim Vorlesen von Epen und Gedichten ist es üblich, die Versmetrik durch einen starken dynamischen Akzent auf den langen Silben wiederzugeben, entgegen der natürlichen Akzentuierung der Wörter.

## Italien
Altgriechisch wird in Italien ausnahmslos erasmisch ausgesprochen. Italienisch-Sprecher finden es für gewöhnlich sehr kompliziert, den tonalen Akzent des Altgriechischen zu sprechen. Zirkumflex und Akut werden nicht unterschieden. Gedichte werden nach der metrischen Regel, nach der lange Silben betont werden, gelesen. Einzelne und doppelte Konsonanten werden, wie im Italienischen auch, unterschieden, im Gegensatz zum Neugriechischen.
Einige Laute im Einzelnen:
- Beta (Β, β) wird [b] wie in ital. biliardo oder in dt. Blut ausgesprochen
- Gamma (Γ, γ) wird [ɡ] wie in ital. gatto oder in dt. gut ausgesprochen. Steht das Gamma jedoch vor Kappa, Gamma, Chi oder Xi wird es zu [ŋ] wie in dt. bang nasalisiert.
- Zeta (Ζ, ζ) wird [dz] wie in ital. zolla.
- Theta (Θ, θ) wird [θ] wie in engl. thing oder span. cine ausgesprochen, gelegentlich auch wie [ts].
- Kappa (Κ, κ) wird [k] wie in ital. cane dt. Kaffee ausgesprochen.
- Tau (Τ, τ) wird [t] wie in ital. tutto oder dt. Tod ausgesprochen.
- Ypsilon (Υ, υ) wird [y] wie in dt. üben oder franz. unique ausgesprochen. Der Digraph ou wird [u] wie in ital. uno oder in dt. Mut ausgesprochen.
- Phi (Φ, φ) wird [f] wie in ital. futuro und fisica oder in dt. fallen ausgesprochen.
- Chi (Χ, χ) wird [χ] wie in dt. Kuchen ausgesprochen

Die Diphthonge werden wie folgt ausgesprochen
- αι = [ai] (ähnlich dt. ei)
- ει = [ei] (ähnlich engl. ey)
- οι = [oi] (ähnlich dt. eu)
- αυ = [au] (ähnlich dt. au)
- ευ, ηυ = [eu] (e + u, nicht dt. eu)

## Spanien
Der Tatsache entsprechend, dass die meisten Spanier nicht imstande sind, [b], [d] und [g] wie in der erasmischen Aussprache durchgehend als Plosiv auszusprechen, werden an spanischen Schulen die griechischen Buchstaben Beta, Delta und Gamma in den meisten Positionen frikativisch ausgesprochen, was dazu führt, dass die dortige Aussprache der von Griechen benutzten Aussprache ähnelt.